# Громада (Австрія)
Громада (нім. Gemeinde) в Австрійській Республіці — адміністративна одиниця, що охоплює одне село, селище або місто. Муніципалітет має корпоративний статус і місцеве самоврядування на основі представницької демократії парламентського типу: муніципальна рада, обрана за системою партійних списків, приймає муніципальні закони, муніципальна виконавча рада і мер, які призначаються радою, відповідають за муніципальне управління. Наразі (1 січня 2020 року) Австрія поділена на 2095 муніципалітетів, чисельність населення яких варіюється від приблизно п'ятдесяти осіб (село Грамайс у Тіролі) до майже двох мільйонів (місто Відень). В Австрії немає немуніципальних територій.

## Основи
Існування муніципалітетів та їхня роль як носіїв права на самоуправління гарантується конституцією АвстріїB-VG Art. 116 (1).
Конституція означає, що муніципалітети повинні бути автономними у будь-якому питанні, яке село, містечко чи місто, як можна вважати, зацікавлене вирішити та найкраще здатне вирішити у власній компетенції. Муніципальні органи влади зобов'язані дотримуватися національного та земельного законодавства та можуть бути притягнуті до відповідальності перед судами за недотримання верховенства права, але вони не несуть політичну відповідальність перед національними чи земельними адміністраторами та не приймають від них наказів. (B-VG 116 (2))
Уся нерухомість в Австрії підпадає під межі муніципалітету, а це означає, що немає немуніципальних територій і немає можливості ні для уряду, ні для будь-якого мешканця обійти вимогу, аби кожен постійний житель був частиною муніципальної громади. (B-VG 116 (2)).
Усі муніципалітети є корпораціями та мають право володіти власністю, вести бізнес, стягувати муніципальні податки та загалом керувати своїми фінансовими справами. (B-VG 116 (3)). Муніципалітети мають право створювати муніципальні асоціації під наглядом провінційної адміністрації (B-VG 116a) і укладати договори з іншими муніципалітетами (B-VG 116b).